# 聖隷佐倉市民病院
聖隷佐倉市民病院（せいれいさくらしみんびょういん）は、千葉県佐倉市江原台にある病院。

## 概要
- 2004年国立佐倉病院の経営移譲を社会福祉法人 聖隷福祉事業団（本部：静岡県浜松市）が受け開設。
- 腎移植をはじめとする腎臓関係の医療技術については国立佐倉病院時代から有名であり、その伝統を受け継ぐ名門として知られている。
- 各病棟に専任の管理栄養士がおり、入院中の栄養管理や食事指導を行っている。食事は他の聖隷病院同様に、セレクトメニューを取り入れており、前日に数種類のメニューの中からおかずなどをチョイスできる。

## 認定施設
- 健康保険医療機関
- 国民健康保険療養取扱機関
- 労災保険指定取扱機関
- 結核予防法指定医療機関
- 生活保護法指定医療機関
- 被爆者一般疾病医療取扱機関
- 指定自立支援医療機関（育成医療・更生医療・精神通院）
- 小児慢性医療指定医療機関
- 特定疾患治療取扱病院
- 無料低額診療施設
- 救急告示病院
- 労災保険二次検診等給付医療機関
- 臨床研修病院
- マンモグラフィ施設画像認定施設（Ａ認定）

## 診療科
- 内科
  - 総合内科
  - 腎臓内科
  - 消化器内科
  - 神経内科
- 内分泌代謝科
- 循環器科
- 呼吸器科
- 小児科
- 外科
- 乳腺外科
- 血管外科
- 呼吸器外科
- 脳神経外科
- 整形外科
- 形成外科
- 婦人科
- 皮膚科
- 泌尿器科
- 眼科
- 耳鼻咽喉科
- メンタルヘルス科
- リハビリテーション科
- 緩和医療科
- 和漢診療科
- 透析センター
- 骨粗鬆症外来

## 交通アクセス
- 京成本線京成臼井駅・京成佐倉駅、JR東日本総武本線佐倉駅からちばグリーンバス「聖隷佐倉市民病院入口」（旧・「送信所前」）停留所で下車。